# Асоматски манастир
„Свети Пророк Илия“ (на гръцки: Ιερα Μονη Προφήτου Ηλιού) е мъжки манастир в Република Гърция, част от дем Бер (Верия) на област Централна Македония. Манастирът е под управлението на Берската, Негушка и Камбанийска епархия на Църквата на Гърция.

## География
Манастирът е разположен на 8 километра южно от демовия център Бер (Верия), на левия бряг на река Бистрица край село Асомата. Това е един от най-старите манастири в Берско. Предполага се, че манастирът е изграден в края на XVI век - надписи споменават годината 1570. Храмът първоначално е бил посветен на Света Богородица. Манастирът е разрушен по време на Негушкото въстание в 1822 година. В 1900 година Васил Кънчов („Македония. Етнография и статистика“) споменава Аги Яни като селище, в което живеят 185 гърци християни.
Запазен е оцелял единствено католиконът – малка, добре запазена, еднокорабна базилика с тристранна, декорирана с тухли апсида на изток. Във вътрешността са запазени ценни стенописи, като особено впечатляващи са тези в олтара.